# Park Kun-ha
Park Kun-ha ((박건하?, 朴建夏?); Daejeon, 25 luglio 1971) è un allenatore di calcio ed ex calciatore sudcoreano, di ruolo centrocampista, vice allenatore della nazionale di calcio sudcoreana.